# Langues en république démocratique du Congo
La république démocratique du Congo (RDC) répertorie entre 200, à 400 langues selon les distinctions entre langue et dialecte. Sur le plan linguistique, il est l'un des pays les plus multilingues de toute l'Afrique. Le français est la seule langue officielle avec quatre langues nationales : le lingala, le swahili, le kikongo ya leta et le tshiluba. 
La plupart des Congolais parlent plusieurs langues. Selon le rapport 2018 de l'OIF, la RDC compte 51 % de francophones dans sa population, et 74 % rapporte l'utiliser comme lingua franca à travers le pays. Le lingala (à l'ouest) et le swahili (à l'est) servent de langues véhiculaires régionales.

## Généralités
Le français est la langue officielle de la république démocratique du Congo. La RDC est le pays francophone le plus peuplé du monde, devant la France, et en 2018, 42,5 millions de Congolais, soit 50,6 % de la population du pays, sont capables de lire et d'écrire le français, contre 33,2 millions en 2014. La RDC est membre de l'Assemblée parlementaire de la francophonie depuis sa création en 1967 ainsi que de l'Organisation internationale de la francophonie depuis 1977.
Outre la langue officielle, plus de 200 langues ethniques sont parlées dans le pays, dont quatre ont le statut de langues nationales : le kikongo ya leta (aussi appelé « kikongo » en dehors du Kongo central,,), le lingala, le swahili et le tshiluba.
En 1996, l’Atlas linguistique du Congo Kinshasa dénombre 221 langues pour une population totale à 42,2 millions d'habitants, c'est-à-dire une langue par tranche de 190 000 locuteurs. Cependant, 186 langues appartiennent à la seule famille bantoue et elles sont parlées par plus de 80 % de la population congolaise. Les autres langues sont représentées par la famille nilo-saharienne. Tous les Congolais parlent l'une des quelque 200 langues « ethniques », voire plus de 500 dialectes.
Le taux d'alphabétisation chez les plus de 15 ans en 2015 y est estimé à 77 % selon l'UNESCO, dont 89 % chez les hommes et 66 % chez les femmes.
Depuis 1980, les élèves sont censés recevoir leur instruction dans l'une des quatre principales langues nationales (kikongo ya leta (aussi appelé "kikongo" en dehors du Kongo central), lingala, tshiluba et swahili) lors des deux premières années du primaire, tandis que le français devient la langue d’enseignement à partir de la troisième année. Le swahili est offert dans les provinces de l’Est ; le lingala dans les provinces de l’Équateur et à Kinshasa ; le kikongo ya leta dans les provinces du Kongo central, du Kwango et du Kwilu ; et le tshiluba dans les provinces du Kasaï, du Kasaï oriental et du Kasaï central. Mais dans la réalité, le français est le véhicule d'enseignement dès la première année dans bon nombre d'écoles en ville.
L'anglais est quant à lui enseigné à l'université : une loi de 2012 ajoute l’obligation de connaître l’anglais à tous les niveaux de l’enseignement supérieur pour des raisons d’ouverture au monde et d’adaptation au progrès et à la recherche.

## Historique
Les premières populations du Congo ont été les agriculteurs bantous qui s'y sont établis au cours du premier millénaire. Les principales langues africaines parlées en RDC (lingala, swahili, kikongo et tshiluba) sont de ce fait des langues bantoues.
Après une tentative d'établissement portugais au XVe et XVIe siècles, la présence européenne ne se concrétise qu'à la fin du XIXe siècle à la suite de l'expédition de Henry Morton Stanley. Pendant la période coloniale, le pays est sous la tutelle de la Belgique, et l'éducation des enfants est le monopole des missions catholiques qui opèrent essentiellement dans les langues locales. Avant l'indépendance, ces écoles ont comme principal débouché les séminaires catholiques, où les futurs prêtres étudient le français et le latin. À la fin des années 1950, en dehors de quelque 500 prêtres congolais et d'une quinzaine d'universitaires, les Congolais les plus instruits sont alors des ouvriers ou des techniciens. Le français était la langue la plus pratiquée par l'administration coloniale, même si le néerlandais était aussi enseigné dans les écoles d'administration belges. Pendant les années 1950, les Congolais instruits jugent cette politique élitiste inadaptée et rétrograde, et revendiquent un accès pour tous à l'enseignement du français.
En 1954, le ministre belge de l'enseignement Auguste Buisseret fait alors adopter le principe de dispenser un enseignement en français au Congo à partir de l'année suivante.
Lors de l'indépendance, le français est choisi comme langue officielle de la nouvelle république démocratique du Congo. Le 17 octobre 1962, une ordonnance présidentielle dispose que « le français est la langue de l'enseignement du cycle primaire » et écarte donc les langues locales de l'enseignement. Le gouvernement entend ainsi faciliter à la fois l'unité du pays et le développement économique. Pendant les années Mobutu (1965-1997), la politique de « zaïrisation » réintroduit les langues africaines dans l'enseignement, notamment pendant les deux premières années de la scolarité primaire, mais ne remet pas en cause la primauté du français dans le domaine économique et social. En février 2006, le président Joseph Kabila, lui-même largement anglophone, fait adopter une nouvelle constitution qui définit trois niveaux pour les langues parlées en RDC : 
1. le français, qui est la langue officielle,
2. les 4 grandes langues bantoues (lingala, swahili, kikongo ya leta (aussi appelé « Kikongo » en dehors du Kongo central) et tshiluba) sont déclarées « langues nationales » et
3. « les autres langues du pays [qui] font partie du patrimoine culturel congolais dont l’État assure la protection. » (disposition particulièrement vague car cette protection n'est définie nulle part.)

La constitution dispose également que « le gouvernement assure la diffusion en français et dans chacune des quatre langues nationales dans le délai de soixante jours à dater de la promulgation. » Pour des raisons de manque de moyens, cette disposition n'est pas exactement mise en œuvre. La justice et la police peuvent opérer dans les langues nationales en fonction des besoins. Les permis de conduire et la signalisation routière sont exclusivement en français.
Des pressions en faveur de l'introduction de l'anglais comme langue officielles ont été exercées sans succès pour le moment, en raison de la présence sur le sol congolais de milices armées anglophones, « alliées de guerre » des Kabila, venues d'Ouganda, du Rwanda, du Zimbabwé ou de Namibie.
Par ailleurs, la diversité linguistique du pays et la faiblesse de l'enseignement du français comme langue commune provoque l'apparition de sabirs, mélanges de plusieurs langues qui permettent la communication entre ethnies différentes auquel on donne le nom de « congolo-franglais » ou du franglais congolais, avec des contributions venues du lingala ou du swahili, par exemple. Le français reste donc la langue des élites, ce qui limite la capacité à déployer la démocratie, qui s'exprime en français (quasiment toute la presse écrite est en français), et permet à la minorité la plus éduquée de bénéficier de nombreux privilèges.

## Français

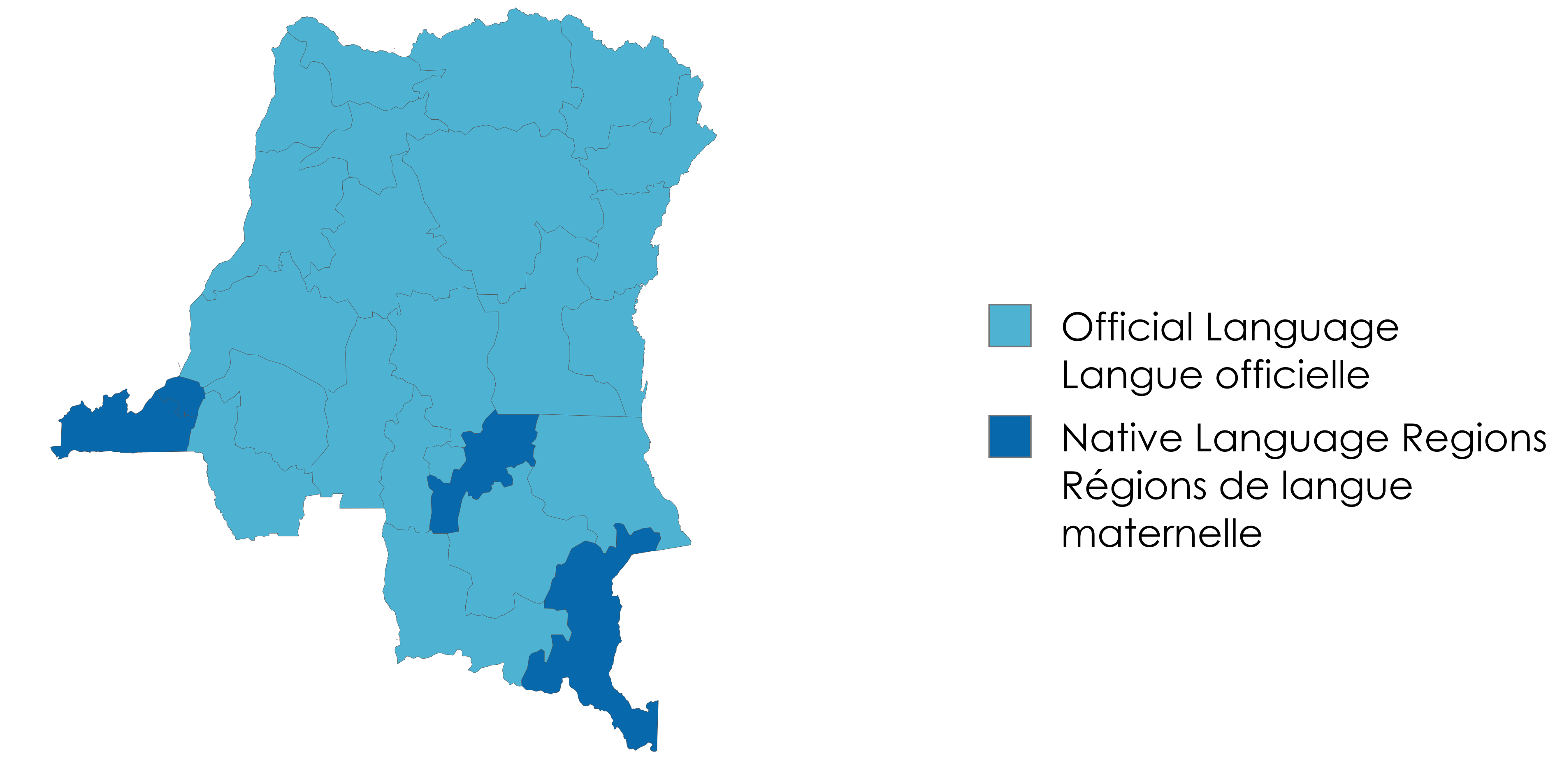
Le français en république démocratique du Congo : langue officielle et locuteurs natifs.

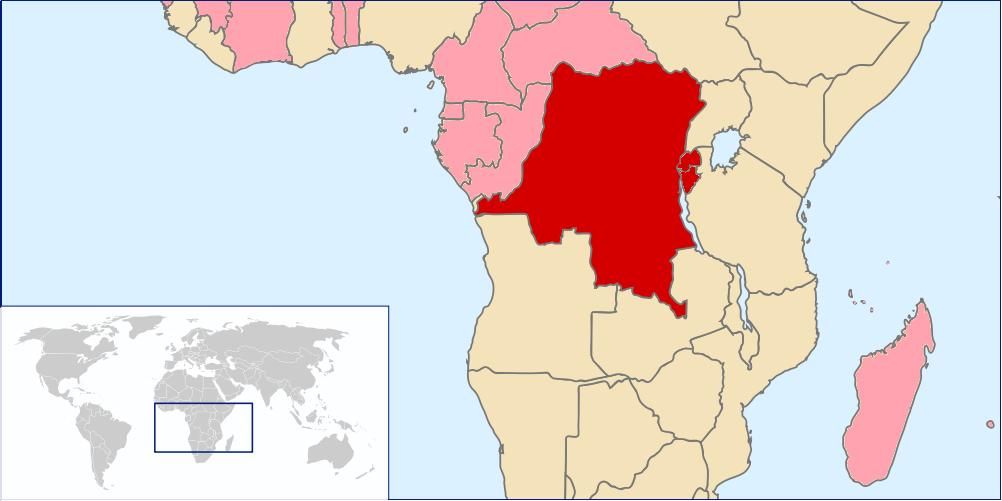
En rouge : variantes belges du français (république démocratique du Congo, Rwanda et Burundi).
En rose : autres pays francophones.

En raison de l'historique colonial du pays, le français en RDC a beaucoup de similarités avec le français de Belgique. Il a également développé des caractères propres et de nombreux néologismes. Le français a été maintenu comme langue officielle depuis l'époque de l'indépendance, parce qu'il est largement parlée par les groupes scolarisés du pays, elle est ethniquement neutre et elle facilite la communication entre les différents groupes ethniques du Congo ainsi que le reste de la francophonie. C'est la langue principale de l'éducation, et la langue de l'administration, des médias et des affaires. 
L'hymne national est en français.
Selon l'OIF en 2010 il y aurait 78 % de la population adulte sachant lire et écrire le français ; ce nombre atteint les 87 % si l'on prend juste ceux qui savent le parler. La république démocratique du Congo est actuellement le pays francophone le plus peuplé.
Le français est en progression au Congo. Selon le rapport 2019 de l'OIF, 42,5 millions de personnes, soit 51 % de la population totale du pays est francophone contre 31 millions et 46 % en 2010. Par ailleurs, la capitale du Congo et plus grande ville, Kinshasa, avait en 2008 87 % de francophones, ce nombre est passé à 92 % en 2010. La RDC est membre de l'Assemblée parlementaire de la francophonie depuis sa création en 1967 ainsi que de l'Organisation internationale de la francophonie depuis 1977.
D'après le rapport de l'OIF de 2010, 9 973 965 élèves avaient une scolarité en français en école primaire, 3 311 803 dans le secondaire, 308 739 dans le supérieur. Au plan des effectifs scolaires, la RDC est donc de loin le premier pays francophone du monde, du fait de la scolarisation générale en français. Les données de l'UNICEF donnent pour l'année scolaire 2013-2014 14 178 000 enfants scolarisés dans l'enseignement primaire en RDC (par comparaison, il y a 4 230 000 enfants scolarisés dans le primaire en France).

## Néerlandais
Le néerlandais a été la seconde langue historique de l'État du Congo de 1885 à 1908 et du Congo belge de 1908 à 1960, et durant cette période, ses archives furent bilingues français/néerlandais. Le français a toutefois été largement privilégié par l'administration belge. Une bonne connaissance de la langue française était nécessaire pour obtenir une promotion dans la colonie et les néerlandophones ont été de ce fait plus dispersés dans les provinces tandis que les francophones étaient regroupés dans les villes. À l'École coloniale de Tervuren, la première promotion à suivre un cycle d'études en néerlandais n'a été diplômée qu'en 1937. Le néerlandais a été utilisé comme langue de code lors de périodes de troubles pour transmettre des messages que les Congolais même éduqués ne puissent pas comprendre, ce qui a accentué la défiance des Congolais envers cette langue,.
Pourtant la grande majorité des missionnaires catholiques, prêtres et sœurs, envoyés au Congo étaient flamands. Parlant des dialectes néerlandais différents, les Flamands ont toutefois préféré enseigner dans les langues indigènes du Congo au contraire des francophones qui n'ont pas hésité à enseigner leur langue. En 1954, en réponse aux revendications des Congolais eux-mêmes, le ministre belge de l'enseignement Auguste Buisseret fait adopter le principe de dispenser un enseignement en français au Congo à partir de l'année suivante, une concession surtout destinée à calmer les ardeurs des indépendantistes. La mesure est toutefois fortement combattue par la droite flamande et catholique qui préconise la poursuite de l'enseignement en langues locales, et soutenue par la gauche francophone et anticléricale.
Le néerlandais ne fut pas retenu comme l'une des langues officielles en 1961, et son enseignement a été complètement arrêté en 1970. Il était néanmoins encore parlé par environ 200 000 personnes en 1980. En février 2014, l'ambassade du Royaume des Pays-Bas indiquait qu'il y avait environ 420 000 locuteurs du néerlandais, de tous les âges en RDC, répartis sur tout le territoire, avec des groupes très isolés.[source insuffisante] Les locuteurs du néerlandais sont très dispersés sur l'immensité du territoire congolais. Il est parlé par des personnes âgées, mais aussi par les plus jeunes, et on ignore le nombre des locuteurs maternels. Les locuteurs du néerlandais sont le plus souvent parfaitement bilingues français/néerlandais, néerlandais/lingala, ou néerlandais/anglais. Du fait de son isolement par rapport au néerlandais parlé en Europe, il a tendance à avoir incorporé de nombreux mots français, anglais, ou lingala.

## Anglais
Le président Kabila a grandi et étudié en Tanzanie, l'anglais est utilisé par les ministres, et en certaines occasions officielles. De plus, l'anglais est la langue la plus souvent utilisée par les soldats de l'ONU présents en RDC, et par un grand nombre de réfugiés congolais (souvent depuis les années 1960) qui rentrent au pays, et qui vivaient auparavant dans les pays anglophones aux alentours (Zambie, Tanzanie, Ouganda...).

## Portugais
Vers les zones frontalières avec l'Angola, il subsiste également quelques petits groupes et villages où on parle le portugais, surtout du Brésil.

## Swahili
Le Swahili est la langue nationale de 10 provinces en RDC. Elle partage ce statut avec le Lingala dans les provinces de l'Ituri et le Tshopo.

## Lingala
Le lingala est la langue maternelle de 25 millions de locuteurs et de 35 millions d'autres qui l'utilisent comme langue seconde. C'est la deuxième langue d'importance dans le pays, surtout dans l'ex-province historique de l'Équateur, ainsi que dans l'ex-province Orientale et dans l'ex-province du Bandundu. Le lingala est surtout la langue véhiculaire grâce à laquelle il est possible de communiquer et se faire comprendre dans presque tout le pays, et reste la langue véhiculaire orale de l'Armée nationale au lieu du français.
99 % des habitants adultes de Kinshasa parlent le lingala contre 68 % le français.

## Kikongo ya leta
Le terme "kikongo" dans la Constitution fait en fait référence à la langue kituba, connue sous le nom de kikongo ya leta et non à la langue kikongo. La confusion vient du fait que le gouvernement de la RDC reconnaît officiellement le kikongo ya leta en tant que langue nationale et le nomme simplement "Kikongo".
Le kikongo ya leta, avec ses deux millions de locuteurs, est utilisé principalement dans les provinces du Kongo-Central et de l'ex-Bandundu,.

## Tshiluba
Le tshiluba ou luba-kasaï est pratiqué par quelque 6,3 millions de locuteurs dans les provinces du  Kasaï, Kasaï-Central, Lomami et  Kasaï-Oriental.

## Mashi
Le mashi est une langue bantoue, parlée principalement dans le Nord-Kivu et le Sud-Kivu en République démocratique du Congo, cette langue compte plus de 10 millions de locuteurs dispersés sur tout le territoire national. Elle est la langue des Bashi, une population estimée à 15-20 % de la population congolaise,,

## Langues selon SIL
SIL répertorie 214 langues parlées au Congo-Kinshasa. Sa liste est une compilation de différentes ressources, avec des estimations de nombres de locuteurs (le plus souvent en langue maternelle).
| Langue                  | Code ISO 693 | Population | Année |
| ----------------------- | ------------ | ---------- | ----- |
| Alur                    | alz          | 750 000    | 2001  |
| Amba                    | rwm          | 4 500      | 1991  |
| Asoa (en)               | asv          | 25 474     | 2000  |
| Aushi                   | auh          |            |       |
| Avokaya                 | avu          | 25 000     | 1989  |
| Babango (en)            | bbm          | 2 547      | 2000  |
| Baka                    | bdh          | 1 300      | 1993  |
| Bali (en)               | bcp          | 42 000     | 1987  |
| Baloi                   | biz          | 20 000     | 2002  |
| Bamwe (en)              | bmg          | 20 000     | 1983  |
| Banda, sud-moyen        | bjo          | 2 000      | 1986  |
| Banda, centre-sud       | lnl          | 3 000      |       |
| Banda, togbo-vara       | tor          | 12 000     | 1984  |
| Bangala                 | bxg          |            |       |
| Bangba                  | bbe          | 11 000     | 1993  |
| Bangubangu              | bnx          | 171 000    | 1995  |
| Barambu (en)            | brm          | 25 570     | 1990  |
| Beeke (en)              | bkf          | 1 000      | 1994  |
| Bemba du Katanga        | bem          | 300 000    | 2000  |
| Bendi                   | bct          | 32 000     | 1991  |
| Bera                    | brf          | 120 000    | 1992  |
| Bhele                   | bhy          | 15 000     | 1989  |
| Bila                    | bip          | 40 000     | 1993  |
| Binji                   | bpj          | 165 000    | 2000  |
| Bobangi                 | bni          | 50 948     | 2000  |
| Boko                    | bkp          | 21 000     |       |
| Bolia                   | bli          | 100 000    | 2000  |
| Boloki                  | bkt          | 4 200      |       |
| Bolondo (en)            | bzm          | 3 000      | 1983  |
| Boma                    | boh          | 20 500     | 2000  |
| Bomboli (en)            | bml          | 2 500      | 1986  |
| Bomboma (en)            | bws          | 23 000     | 1983  |
| Bondengese              | dez          | 8 600      | 2000  |
| Borna                   | bxx          |            |       |
| Bozaba (en)             | bzo          | 5 500      | 1983  |
| Budu                    | buu          | 180 000    | 1991  |
| Buraka                  | bkg          | 1 300      |       |
| Bushong                 | buf          | 155 137    | 2000  |
| Buya (en)               | byy          | 13 000     | 2002  |
| Buyu                    | byi          | 10 000     | 2002  |
| Bwa                     | bww          | 200 000    | 1994  |
| Bwela (en)              | bwl          | 8 400      | 2002  |
| Bwile (en)              | bwc          | 12 400     | 2002  |
| Dzing                   | diz          | 155 000    | 2002  |
| Dongo                   | doo          | 12 900     | 2000  |
| Dzando (en)             | dzn          | 6 000      | 1983  |
| Ebudza                  | bja          | 226 000    | 1985  |
| Efe                     | efe          | 20 000     | 1991  |
| Enya (en)               | gey          | 15 000     | 2000  |
| Foma                    | fom          | 13 000     | 2002  |
| Français                | fra          |            |       |
| Fuliro                  | flr          | 300 000    | 1999  |
| Furu                    | fuu          | 12 000     | 1984  |
| Gbanziri (en)           | gbg          | 3 000      | 1986  |
| Gbati-ri                | gti          | 21 000     | 2002  |
| Gilima                  | gix          | 12 000     | 1984  |
| Gobu                    | gox          | 12 000     | 1984  |
| Hamba                   | hba          | 13 000     | 2002  |
| Havu                    | hav          | 506 000    | 2002  |
| Hema                    | nix          | 124 650    | 2000  |
| Hemba                   | hem          | 180 958    | 2000  |
| Holoholo                | hoo          | 15 500     | 2002  |
| Holu                    | hol          | 5 095      |       |
| Hunde                   | hke          | 200 000    | 1980  |
| Hungana                 | hum          | 400        |       |
| Joba                    | job          | 10 000     | 1989  |
| Kabwari                 | kcw          | 8 400      | 2002  |
| Kaiku (en)              | kkq          | 13 000     | 2002  |
| Kakwa                   | keo          | 200 000    | 2012  |
| Kaliko                  | kbo          | 7 500      | 1989  |
| Kango                   | kty          | 5 900      | 2002  |
| Kango                   | kzy          | 2 000      | 1998  |
| Kanu                    | khx          | 3 500      | 1971  |
| Kanyok                  | kny          | 200 000    | 1991  |
| Kaonde                  | kqn          | 36 000     | 1995  |
| Kari                    | kbj          | 1 000      | 1996  |
| kela                    | kel          | 180 000    | 1972  |
| Kele (en)               | khy          | 160 000    | 1980  |
| Kete                    | kcv          | 8 400      | 2002  |
| Kitembo                 | tbt          | 150 000    | 1994  |
| Kituba                  | ktu          | 4 200 000  | 1990  |
| Komo                    | kmw          | 400 000    | 1998  |
| Kikongo de San Salvador | kwy          | 536 994    | 2000  |
| Konjo                   | koo          |            |       |
| Kikongo                 | kng          | 1 000 000  | 1986  |
| Kisongye (songe)        | sop          | 1 000 000  | 1991  |
| Kpala                   | kpl          | 3 000      | 1986  |
| Kusu                    | ksv          | 26 000     | 1971  |
| Kwami                   | ktf          | 400        |       |
| Kwese                   | kws          | 60 000     |       |
| Lala-bisa               | leb          |            |       |
| Lalia (en)              | lal          | 55 000     | 1993  |
| Lamba                   | lam          |            |       |
| Langbashe               | lna          | 3 000      | 1984  |
| Lega-Mwenga             | lgm          | 44 896     | 2000  |
| Lega-Shabunda           | lea          | 400 000    | 1982  |
| Lele                    | lel          | 26 000     | 1971  |
| Lendu                   | led          | 750 000    | 1996  |
| Lengola                 | lej          | 100 000    | 1998  |
| Lese                    | les          | 50 000     | 1991  |
| Libinza                 | liz          | 10 000     | 1986  |
| Ligenza                 | lgz          | 43 000     | 1986  |
| Lika                    | lik          | 60 000     | 1989  |
| Likile                  | lie          | 8 400      | 2002  |
| Lingala                 | lin          | 2 037 929  | 2000  |
| Litembo                 | tmv          | 5 000      | 1986  |
| Lobala                  | loq          | 60 000     | 2000  |
| Logoti                  | log          | 210 000    | 1989  |
| Lombi                   | lmi          | 12 000     | 1993  |
| Lombo                   | loo          | 10 000     | 1971  |
| Lonzo                   | lnz          | 300        |       |
| Lugbara                 | lgg          | 840 000    | 2001  |
| Luna                    | luj          | 50 000     |       |
| Lunda                   | lun          |            |       |
| Lusengo                 | lse          | 42 000     | 2002  |
| Lwalu                   | lwa          | 21 000     | 1971  |
| Ma                      | msj          | 4 700      | 1 977 |
| Mabale                  | mmz          | 42 000     | 2002  |
| Mamvu                   | mdi          | 60 000     | 1991  |
| Mangbetu                | mdj          | 620 000    |       |
| Mangbutu                | mdk          | 15 000     | 1991  |
| Mayeka                  | myc          | 21 000     | 2004  |
| Mayogo                  | mdm          | 100 000    | 1991  |
| Mba                     | mfc          | 36 087     | 2000  |
| Mbala                   | mdp          | 200 000    | 1972  |
| Mbandja                 | zmz          | 351 543    | 2000  |
| Mbesa                   | zms          | 8 400      | 2002  |
| Mbo                     | zmw          | 11 000     | 1994  |
| Mbole                   | mdq          | 100 000    | 1971  |
| Mfinu                   | zmf          | 8 400      | 2002  |
| Mituku                  | zmq          | 50 948     | 2000  |
| Moingi                  | mwz          | 4 200      | 2002  |
| Mongo-nkundu            | lol          | 400 000    | 1995  |
| Mono                    | mnh          | 65 000     | 1984  |
| Monjombo                | moj          | 5 000      | 1986  |
| Mpuono                  | zmp          | 165 000    | 1972  |
| Mündü                   | muh          | 2 800      |       |
| Mvuba                   | mxh          | 5 095      | 2000  |
| Nande                   | nnb          | 903 000    | 1991  |
| Ndaka                   | ndk          | 25 000     | 1994  |
| Ndo                     | ndp          | 100 000    |       |
| Ndobo                   | ndw          | 10 190     | 2000  |
| Ndolo                   | ndl          | 8 000      | 1983  |
| Ndunga                  | ndt          | 2 500      | 1977  |
| Ngando                  | nxd          | 220 000    | 1995  |
| Ngbaka minangende       | nga          | 1 012 184  | 2000  |
| Ngbaka ma'bo            | nbm          | 11 000     | 1984  |
| Ngbandi du Nord         | ngb          | 250 000    | 2000  |
| Ngbandi du Sud          | nbw          | 105 000    |       |
| Ngbinda                 | nbd          | 4 200      | 2002  |
| Ngbundu                 | nuu          | 16 000     | 1984  |
| Ngelima                 | agh          | 13 588     | 2000  |
| Ngiti                   | niy          | 100 000    | 1991  |
| Ngombe                  | ngc          | 150 000    | 1971  |
| Ngongo                  | noq          | 4 076      | 2000  |
| Ngul                    | nlo          | 8 400      | 2002  |
| Ngundu                  | nue          | 5 095      | 2000  |
| Nkutu                   | nkw          | 40 000     | 1972  |
| Ntomba                  | nto          | 100 000    | 1980  |
| Nyali                   | nlj          | 43 000     | 1993  |
| Nyanga                  | nyj          | 150 000    | 1994  |
| Nyanga-li               | nyc          | 48 000     | 2002  |
| Nyindu                  | nyg          | 8 400      | 2002  |
| Nzakara                 | nzk          |            |       |
| Ombo                    | oml          | 8 400      | 2002  |
| Omi                     | omi          | 39 500     | 1989  |
| Pagibete                | pae          | 28 000     | 2000  |
| Pambia                  | pmb          | 21 000     | 1982  |
| Pelende                 | ppp          | 8 400      | 2002  |
| Phende                  | pem          | 420 000    | 1991  |
| Poke                    | pof          | 46 000     | 1971  |
| Ruund                   | rnd          | 152 845    | 2000  |
| Rwanda                  | kin          | 250 000    |       |
| Sakata                  | skt          | 75 000     | 1982  |
| Salampasu               | slx          | 60 000     | 1977  |
| Samba                   | smx          | 4 200      | 2002  |
| Sanga                   | sng          | 431 000    | 1991  |
| Sango                   | sag          |            |       |
| Seba                    | kdg          | 167 000    | 2002  |
| Sengele                 | szg          | 17 000     | 2002  |
| Sere                    | swf          | 2 500      |       |
| Shi                     | shr          | 654 000    | 1991  |
| So                      | soc          | 6 000      | 1971  |
| Sonde                   | shc          | 96 000     | 2002  |
| Songo                   | soo          | 13 000     | 2002  |
| Songomeno               | soe          | 50 000     | 1972  |
| Songoora                | sod          | 1 300      | 1971  |
| Suku                    | sub          | 50 000     | 1980  |
| Swahili du Congo        | swc          | 1 000      |       |
| Taabwa                  | tap          | 250 000    | 1972  |
| Tagbu                   | tbm          | 17 000     | 2002  |
| Talinga-bwisi           | tlj          | 30 890     | 2000  |
| Tshiluba du Kasaï       | lua          | 6 300 000  | 1991  |
| Kiluba du Katanga       | lub          | 1 505 000  | 1991  |
| Tchokwé                 | cjk          | 504 000    | 1990  |
| Teke eboo               | ebo          | 454 000    | 2001  |
| Teke ibali              | tek          | 71 000     |       |
| Tetela                  | tll          | 750 000    | 1991  |
| Tiene                   | tii          | 24 500     | 1977  |
| Vanuma                  | vau          | 6 700      | 1993  |
| Wongo                   | won          | 12 691     | 2000  |
| Yaka                    | yaf          | 700 000    | 2000  |
| Yakoma                  | yky          | 10 000     |       |
| Yamongeri               | ymg          | 13 000     | 2002  |
| Yango                   | yng          | 3 000      | 1986  |
| Yansi                   | yns          | 100 000    | 1997  |
| Yela (langue)           | yel          | 33 000     | 1977  |
| Yombe                   | yom          | 669 000    | 2002  |
| Yulu                    | yul          |            |       |
| Zande                   | zne          | 730 000    |       |
| Zimba                   | zmb          | 120 000    | 1994  |

### Autres langues
La SIL ne répertorie pas les langues suivantes.
|  | Yeke | 20 000 | Les Bembe utilisent le kibembe et le swahili comme langues véhiculaires. Ils sont sur le Lac Tanganyika jusqu'au Sud du Katanga et Le Manieme |

Le néerlandais, ancienne langue de la puissance coloniale au Congo Belge, avec le français, est encore parlé par quelque 300 000 personnes au Congo, de tous les âges, mais la langue est en déclin, car elle n'est plus enseignée depuis 1961. Elle n'a plus de statut officiel depuis 1960. De plus, les locuteurs sont dispersés sur tout le territoire, et avec l'isolement de la langue, depuis 1961, des mots de vocabulaire d'autres langues comme le Lingala, intègrent désormais cette langue[réf. souhaitée].

## Argots
Des pratiques argotiques existent, telles que l'Indubil dont l'existence est rapportée depuis les environs des années soixante et qui continue à évoluer de nos jours.

## Statistiques
Pour la première fois depuis celui de 1984 (dont le questionnaire, écrit en français, ne portait pas de question sur les langues), un recensement général de la population et de l'habitat du pays sera effectué en 2026, dont la publication des principaux résultats pourra intervenir au plus tard en juillet 2016. Les questions qui seront posées (et qui pourraient éventuellement se rapporter aux langues) ne sont pas encore connues.

### Sur Internet
Le cybercafé est une infrastructure particulièrement accessible en république démocratique du Congo : en 2012, 43 % dans Congolais de l’ensemble des villages et quartiers urbains l'ont dans le voisinage de leur lieu de résidence à moins de 15 minutes de trajet, 10 % entre 15 et 30 minutes, 0 % entre 30 et 60 minutes, mais toutefois encore 48 % à plus d'une heure.
En 2015, dans la capitale Kinshasa, 38 % des individus âgés de 15 ans et plus se connectent régulièrement à Internet.
Internet se démocratise dans le pays et devient de plus en plus abordable : le nombre d'abonnements à l'internet mobile a triplé entre 2012 et 2013 pour atteindre 2 167 631 abonnés représentant toutefois un taux de pénétration encore très faible de 3 % de la population du pays, en faisant l'un des plus faibles au monde ; tandis que le nombre d'abonnements à l'internet fixe ne cesse de diminuer, passant d'un pic de 67 000 abonnés en 2008 à 12 000 en 2013.
Classement des principales éditions linguistiques de l'encyclopédie en ligne Wikipédia consultées en 2013 en république démocratique du Congo (≥ 1 %) :
|  | 79 |

|  | 17 |

|  | 4 |

|  | 53 |

|  | 32 |

|  | 7 |

|  | 89 |

|  | 10 |

|  | 1 |

| Rang | Langue    |
| ---- | --------- |
| 1    | Français  |
| 2    | Kiswahili |
| 3    | Lingala   |
| 4    | Alur      |
| 5    | Tshiluba  |
| 6    | Kikongo   |